# Leinster

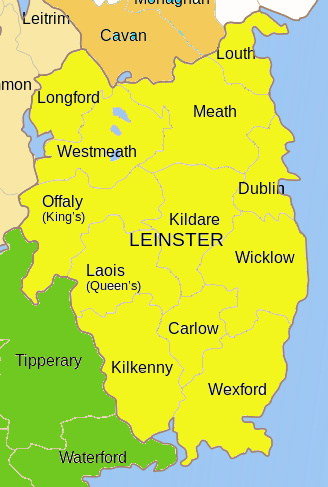
Counties in Leinster

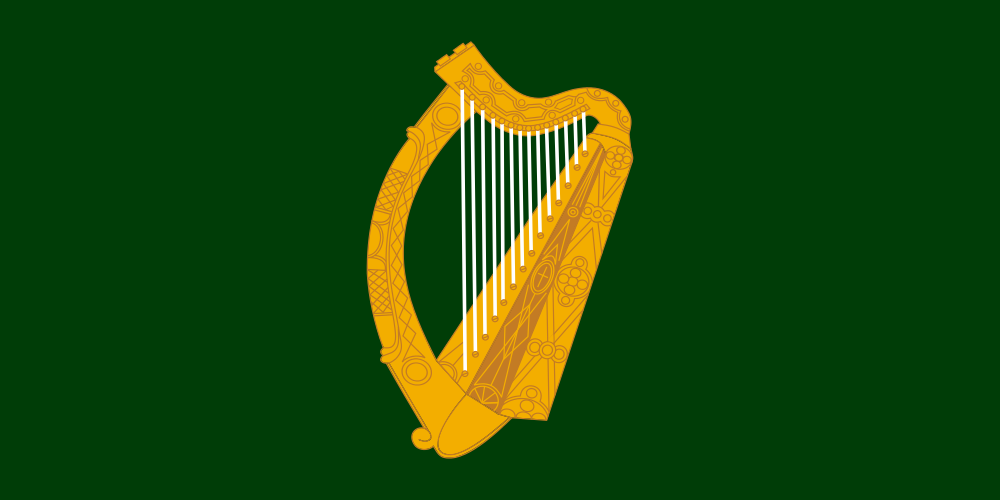
Flagge der Provinz Leinster

Leinster [ˈlɛnstə] (irisch Cúige Laighean, /ˌkuːg´ə ˈlaiən/, „Fünftel (des Stammes) der Laigin“) ist eine der vier historischen Provinzen Irlands und befindet sich im östlichen und südöstlichen Teil der Republik Irland. Im Nordosten grenzt Leinster an die nordirischen Grafschaften Armagh und Down, die zu Ulster gehören, im Osten an die Irische See, im Süden und Südwesten an Munster und im Westen an Connacht.
Das irische cúige bedeutet wörtlich übersetzt „Fünftel“, was darauf hindeutet, dass es einst fünf Provinzen gab. Das heutige Leinster schließt außer dem ursprünglichen Leinster den größten Teil des ehemaligen Königreichs Meath ein. Es umfasst zwölf der 26 Grafschaften der Republik Irland auf einer Fläche von 19.775 km². 
Die Grafschaften sind: 
- County Louth,
- County Meath,
- County Dublin,
- County Wicklow,
- County Wexford,
- County Kilkenny,
- County Carlow,
- County Laois,
- County Offaly,
- County Kildare,
- County Westmeath und
- County Longford.

## Geographie
Ein großer Teil von Leinster liegt im zentralen Tiefland Irlands. Die wichtigsten Hochlandgebiete sind im Osten und Süden, wo sich die Leinster Chain von Dublin aus durch die Wicklow Mountains zu den Blackstair Mountains hinzieht.

## Wirtschaft
Leinster ist eine ertragreiche Landwirtschaftsregion. Gerste, Hafer, Kartoffeln, Zuckerrüben, weiße Rüben und Weizen werden angebaut, Fleisch- und Milchrinder werden gehalten. Dublin dient als Marktort für den Gartenbau. Die Provinz ist ein Zentrum der Torfindustrie, deren Rohstoff in den Torfmooren des Landesinneren gestochen wird. Eine der bedeutendsten Blei- und Zinkminen der Welt befindet sich in Navan in der Grafschaft Meath. Dublin ist das wichtigste Industriezentrum der Grafschaft, gefolgt von Dundalk und Drogheda. Hauptarbeitgeber ist aber der Dienstleistungssektor, zu dem auch der Fremdenverkehr gehört.

## Bevölkerung
Insgesamt leben mit 2.501.208 Einwohnern (Stand 2011) etwa 55 % der irischen Bevölkerung (ohne Nordirland) in der Provinz Leinster. Etwa die Hälfte der Bevölkerung lebt im Großraum Dublin. Eine wichtige Stadt ist auch Dun Laoghaire.

## Verwaltung
Die Regionalverwaltung baut auf den zwölf Grafschaften auf. Die Grafschaft Dublin ist in vier Regionalverwaltungsgebiete unterteilt: Stadt Dublin mit den Rechten einer Grafschaft, South Dublin, Fingal und Dun Laoghaire-Rathdown. Die Grafschaft Dublin wählt 47 Abgeordnete in das Dáil Éireann (Unterhaus des Parlaments), die anderen Grafschaften bilden 10 Wahlkreise, die 41 Abgeordnete wählen.